# Yu-Gi-Oh! Sevens
Yu-Gi-Oh! Sevens (遊☆戯☆王SEVENS, Yūgiō Sebunsu), stylisé Yu-Gi-Oh ! SEVENƧ, est une série d'animation japonaise réalisée par Bridge, et diffusée sur la chaîne TV Tokyo du 4 avril 2020 au 27 mars 2022 au Japon. Il s'agit de la sixième saison spin-off de la franchise Yu-Gi-Oh! après Yu-Gi-Oh! VRAINS, qui commémore le 20e anniversaire de la première saison, Yu-Gi-Oh! Duel Monsters,. C'est également le premier épisode de la série à ne pas être animée par Gallop depuis la série de 1998 de la Toei Animation.
La série Yu-Gi-Oh! Go Rush!! lui succède en 2022,.

## Accueil
L'accueil de la critique pour Yu-Gi-Oh! Sevens est mitigé. Mellisa Camacho écrit pour Common Sense Media que les jeunes enfants « peuvent trouver ce qui se passe un peu confus à certains moments », mais l'anime est « assez vivant pour être divertissant ». Elle lui attribue une note de 3 étoiles sur 5.